# 새롬기술
새롬기술은 1993년 설립한 대한민국의 정보통신 기업이다. 닷컴 버블 시기에 벤처 기업으로 시작하여 주가가 2000년 전후로 코스닥 상위 기업 자리를 차지했으나, 2003년 경영권 분쟁 이후로 폭락하였다. 2004년 솔본으로 이름을 바꾸었다.

## 역사
새롬기술은 한국과학기술원 전산과 석사 출신들이 1993년 설립한 회사이다. 초기에 팩스맨과 새롬 데이타맨 등을 출시했다. 새롬 데이타맨은 1998년 무료로 쓸 수 있는 ‘IMF 버전’을 출시하면서 점유율을 넓혔고, 경쟁 소프트웨어였던 이야기를 제치고  점유율 1위를 기록했다.
1999년 8월 코스닥 시장에 상장했으며, 닷컴 버블에 힘입어 한때는 코스닥 시가총액이 5조 원이 넘는 등 주가가 크게 올랐다.
1999년 10월에는 미국에 인터넷 전화인 다이얼패드 서비스를 시작했다.
2000년 초엔 다음 ・ 네이버컴을 인수합병하려고 했다. 하지만 다음과의 합병은 당시 다음의 제2주주인 베텔스만의 반대로 무산됐고, 네이버컴에는 250억 원을 투자하기로 계약하는 데에 그쳤다.
2003년 7월, 새롬기술의 자회사인 새롬벤처투자의 홍기태 사장이 새롬기술의 대주주가 된 이후, 창업자인 오상수 당시 새롬기술 사장의 퇴진을 요구하면서 ‘새롬 사태’가 시작되었다. 그 과정에서 오상수 사장이 1999년에서 2000년 사이에 분식회계를 통해 225억 원을 횡령한 혐의가 드러나, 2심에서 징역 2년 6개월을 선고받았다.